# Salmo 5
O Salmo 5 é o quinto salmo do Livro dos Salmos, começando em português na versão Almeida Corrigida Fiel pelo versículo: "Dá ouvidos às minhas palavras, ó Senhor, atende à minha meditação." Em latim, é conhecido como "Verba mea auribus percipe Domine". O salmo é tradicionalmente atribuído a Davi. É um reflexo de como o homem justo ora por libertação não apenas para livrar-se do sofrimento, mas para se permitir servir a Deus sem distração. A versão Almeida Revista e Atualizada intitula o salmo como "Proteção contra os ímpios".
O Salmo 5 está dentro do gênero da oração da manhã, porque a manhã era muito importante nas religiões do antigo Oriente Próximo. Daí o versículo 4 (no hebraico): Pela manhã ouvirás a minha voz, ó Senhor; pela manhã apresentarei a ti a minha oração, e vigiarei (ACF). O Salmo começa como um lamento, continua com louvor e pede que Deus castigue os ímpios. O salmista descreve a garganta dos ímpios como um sepulcro aberto. O salmista termina no versículo 12 (ou 13 no hebraico) com uma bênção estendida a todos aqueles que confiam em Deus. O versículo 9 do salmo é citado no Novo Testamento em Romanos 3:13.
O salmo é uma parte regular das liturgias judaica, católica, luterana, anglicana e protestante. Foi muitas vezes foi musicado, ou seja, foi transformado em música, textos ou composições, nomeadamente, por Heinrich Schütz, Felix Mendelssohn Bartholdy e Edward Elgar.

## Texto
O Salmo 5 foi escrito originalmente na língua hebraica, por Davi, e está dividido em 12 versículos (sendo que o primeiro versículo da versão hebraica é a inscrição acima nas versões atuais que faz referência a Davi como o autor do Salmo).

### Versão da Bíblia Hebraica
O texto a seguir está relatado conforme o original da Bíblia Hebraica:
| Versículos | Hebraico                                                          |
| ---------- | ----------------------------------------------------------------- |
| 1          | .לַמְנַצֵּחַ אֶל-הַנְּחִילוֹת, מִזְמוֹר לְדָוִד                                     |
| 2          | .אֲמָרַי הַאֲזִינָה יְהוָה; בִּינָה הֲגִיגִי                                     |
| 3          | .הַקְשִׁיבָה, לְקוֹל שַׁוְעִי--מַלְכִּי וֵאלֹהָי: כִּי-אֵלֶיךָ, אֶתְפַּלָּל                    |
| 4          | .יְהוָה--בֹּקֶר, תִּשְׁמַע קוֹלִי; בֹּקֶר אֶעֱרָךְ-לְךָ, וַאֲצַפֶּה                         |
| 5          | .כִּי, לֹא אֵל חָפֵץ רֶשַׁע אָתָּה: לֹא יְגֻרְךָ רָע                                |
| 6          | .לֹא-יִתְיַצְּבוּ הוֹלְלִים, לְנֶגֶד עֵינֶיךָ; שָׂנֵאתָ, כָּל-פֹּעֲלֵי אָוֶן                  |
| 7          | .תְּאַבֵּד, דֹּבְרֵי כָזָב: אִישׁ-דָּמִים וּמִרְמָה, יְתָעֵב יְהוָה                        |
| 8          | .וַאֲנִי--בְּרֹב חַסְדְּךָ, אָבוֹא בֵיתֶךָ; אֶשְׁתַּחֲוֶה אֶל-הֵיכַל-קָדְשְׁךָ, בְּיִרְאָתֶךָ           |
| 9          | .יְהוָה, נְחֵנִי בְצִדְקָתֶךָ--לְמַעַן שׁוֹרְרָי; הושר (הַיְשַׁר) לְפָנַי דַּרְכֶּךָ             |
| 10         | .כִּי אֵין בְּפִיהוּ, נְכוֹנָה--קִרְבָּם הַוּוֹת: קֶבֶר-פָּתוּחַ גְּרֹנָם; לְשׁוֹנָם, יַחֲלִיקוּן    |
| 11         | :הַאֲשִׁימֵם, אֱלֹהִים-- יִפְּלוּ, מִמֹּעֲצוֹתֵיהֶם .בְּרֹב פִּשְׁעֵיהֶם, הַדִּיחֵמוֹ-- כִּי-מָרוּ בָךְ  |
| 12         | ;וְיִשְׂמְחוּ כָל-חוֹסֵי בָךְ, לְעוֹלָם יְרַנֵּנוּ-- וְתָסֵךְ עָלֵימוֹ .וְיַעְלְצוּ בְךָ, אֹהֲבֵי שְׁמֶךָ |
| 13         | .כִּי-אַתָּה, תְּבָרֵךְ צַדִּיק: יְהוָה--כַּצִּנָּה, רָצוֹן תַּעְטְרֶנּוּ                       |

### Versão Almeida Corrigida Fiel
O texto a seguir está relatado conforme a versão Almeida Corrigida Fiel:
1. Dá ouvidos às minhas palavras, ó Senhor, atende à minha meditação.
2. Atende à voz do meu clamor, Rei meu e Deus meu, pois a ti orarei.
3. Pela manhã ouvirás a minha voz, ó Senhor; pela manhã apresentarei a ti a minha oração, e vigiarei.
4. Porque tu não és um Deus que tenha prazer na iniquidade, nem contigo habitará o mal.
5. Os loucos não pararão à tua vista; odeias a todos os que praticam a maldade.
6. Destruirás aqueles que falam a mentira; o Senhor aborrecerá o homem sanguinário e fraudulento.
7. Porém eu entrarei em tua casa pela grandeza da tua benignidade; e em teu temor me inclinarei para o teu santo templo.
8. Senhor, guia-me na tua justiça, por causa dos meus inimigos; endireita diante de mim o teu caminho.
9. Porque não há retidão na boca deles; as suas entranhas são verdadeiras maldades, a sua garganta é um sepulcro aberto; lisonjeiam com a sua língua.
10. Declara-os culpados, ó Deus; caiam por seus próprios conselhos; lança-os fora por causa da multidão de suas transgressões, pois se rebelaram contra ti.
11. Porém alegrem-se todos os que confiam em ti; exultem eternamente, porquanto tu os defendes; e em ti se gloriem os que amam o teu nome.
12. Pois tu, Senhor, abençoarás ao justo; circundá-lo-ás da tua benevolência como de um escudo.